# 4대 버일러
후금(後金) 건국자 누르하치(Nurhaci, 努爾哈赤) 사망 당시 홍타이지(Hong Taiji, 皇太極)가 대한(amba han, 大汗)의 지위를 계승하였으나 다른 세 친왕(親王)과 함께 집정하였다. 이로 인하여 대한과 세 친왕은 천명(天命) 연간(1616-1626)에 모두 구사 어전(gūsa ejen, 固山額眞) 혹은 기주(旗主) 호쇼이 버일러(hošoi beile, 和碩貝勒)에 책봉되었기에, 이때는 4대 버일러 시기라고 칭해진다. 나이와 관력에 따라 대버일러(大貝勒) 예친왕(禮親王) 다이샨(Daišan, 代善), 이버일러(二貝勒) 아민(Amin, 阿敏), 삼버일러(三貝勒) 망굴타이(Manggūltai, 莽古爾泰), 사버일러(四貝勒) 홍타이지(皇太極), 이 네 사람을 통틀어 사대버일러(四大貝勒)라 한다.
- 대버일러(大貝勒) 예친왕(禮親王) 다이샨(Daišan, 代善)
- 이버일러(二貝勒) 아민(Amin, 阿敏)(슈르하치의 아들)
- 삼버일러(三貝勒) 망굴타이(Manggūltai, 莽古爾泰)
- 사버일러(四貝勒) 홍타이지(皇太極)